# Kesseltrommel

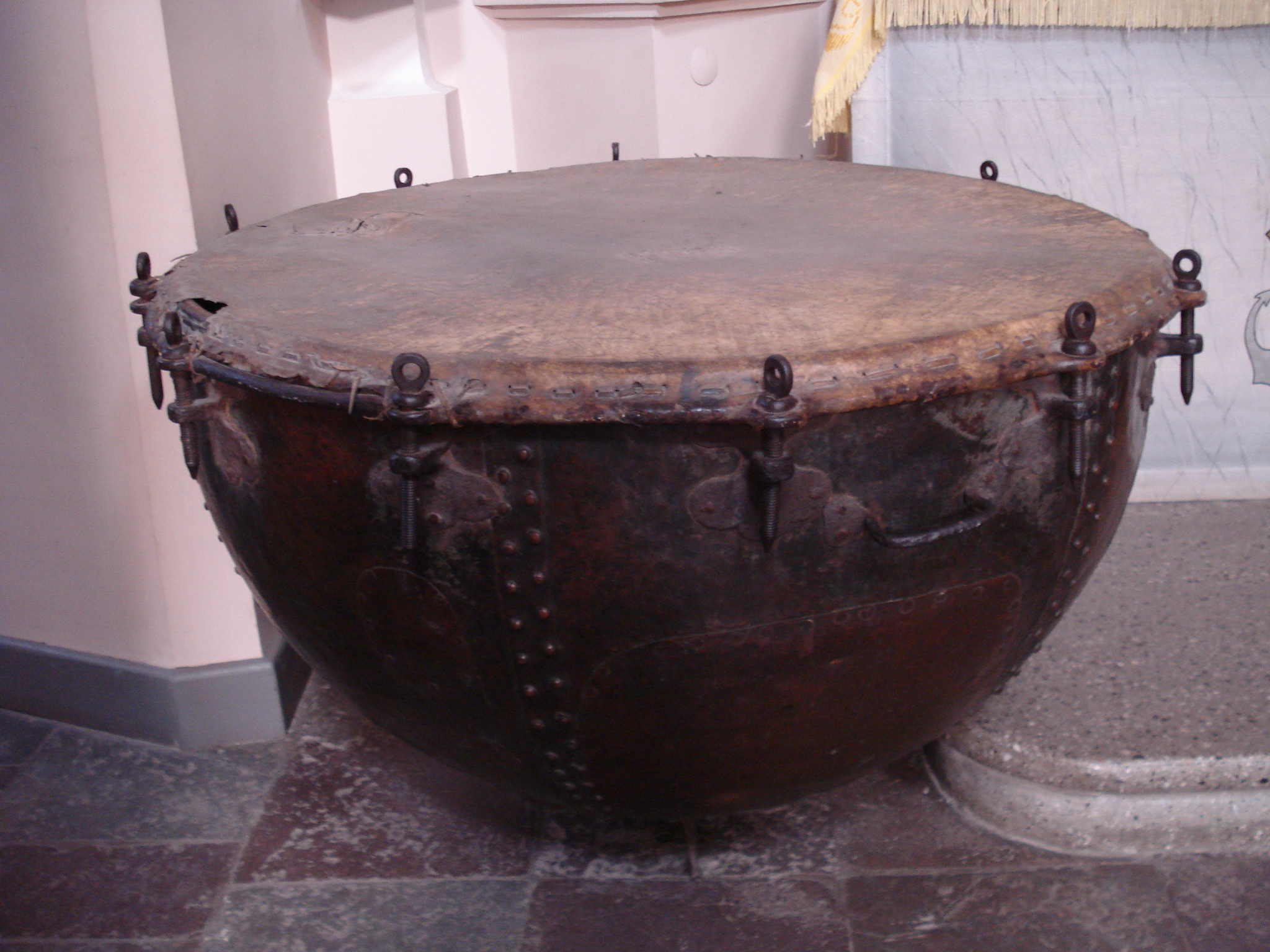
Kesseltrommel aus Eisen vom Ende des 17. Jahrhunderts in Vilnius. Möglicherweise türkischen Ursprungs

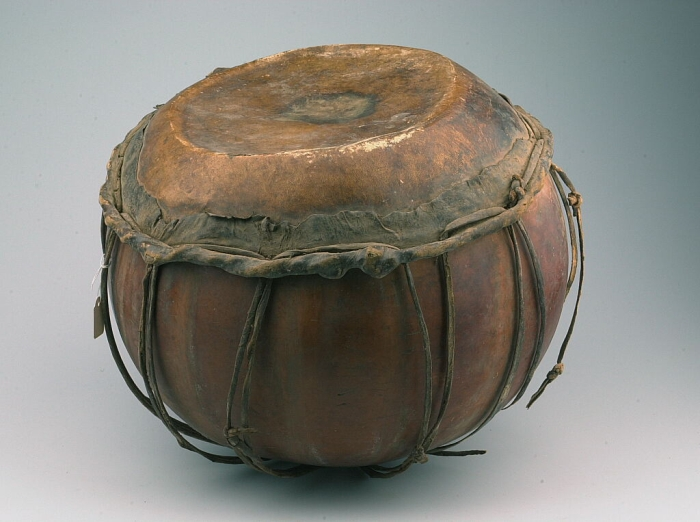
Kesseltrommel bendré aus einer Kalebasse. Ethnie Bobo im Westen von Burkina Faso. Tropenmuseum, Amsterdam, vor 1970

Als Kesseltrommeln bezeichnet man einfellige Membranophone mit einem an der Unterseite geschlossenen, meist halbrunden Korpus. Sie werden mit den Händen oder mit Schlägeln gespielt und kommen einzeln oder häufig paarweise zum Einsatz.
Zu den Kesseltrommeln gehören die in der europäischen Kunstmusik gespielten Pauken, die in arabischen und zentralasiatischen Ländern weit verbreiteten naqqara und die indische tabla. Als älteste bekannte Kesseltrommel gilt die aus altbabylonischer Zeit stammende, große Priestertrommel lilissu mit einem Bronzekorpus. Eine ungewöhnlich große Kesseltrommel war im 13. Jahrhundert die kūrgā der Mongolen. Aus dem 14. Jahrhundert ist die erste osmanische Kesseltrommel kútsá bekannt, die unter Osman I. auf Elefanten und Kamelen bei Aufmärschen mitgeführt wurde. 
Kesseltrommeln werden eingeteilt in Tiefkesseltrommeln mit einem tiefen, etwa kreisrunden Korpus und Flachkesseltrommeln, deren Korpus schalenförmig ist. Alle anderen Trommelarten sind entweder an der Unterseite offen wie die sich nach unten verjüngenden Bechertrommeln vom darabuka-Typ oder beidseitig mit Fell bespannt wie die meisten Röhrentrommeln. Ein seltener Grenzfall zwischen einer flachen, unten offenen Rahmentrommel und einer Kesseltrommel ist die im Jemen gespielte Stieltrommel sahfa. Einen Übergang zwischen einer Kesseltrommel und einem Schlagidiophon stellt die mizhavu aus Südindien dar. Dieser große runde Kupfertopf besitzt nur eine winzige Membran, die mit den Händen geschlagen wird.
Als Uganda-Kesseltrommel (englisch Uganda kettle-drum oder Uganda drum) wird ein konstruktiv zu den zweifelligen Röhrentrommeln gehörender Typ von zylindrisch-konischen Holztrommeln bezeichnet, der hauptsächlich in Uganda vorkommt und der unter anderem zum Trommelspiel entenga gehört. Die ein kleines Loch an der Unterseite überdeckende Haut dient nur zum Verspannen der Trommelmembran.

## Einige Kesseltrommeln
- Damaha, einzeln oder meist paarweise von der Kaste der Damai gespielte Kesseltrommel aus Kupfer in Nepal
- Damau, flache Metalltrommel im nordindischen Bundesstaat Uttarakhand
- Dhamsa, größte Kesseltrommel in der nordindischen Volksmusik mit einem Korpus aus Eisenblech
- Dhanki, seltene, paarweise gespielte Kesseltrommel mit Holzkorpus in Südindien
- Diplipito, kleines Kesseltrommelpaar in Georgien
- Duggi, kleine nordindische Kesseltrommel, besonders in der Musik der Bauls
- Ghumat, eine Tontrommel mit Waranhaut bespannt im indischen Bundesstaat Goa
- Kultrun, flache Holzschale, Schamanentrommel der südamerikanischen Mapuche
- Nafa, große Kesseltrommel in der Südsee (Samoa, Tonga). Ansonsten Bezeichnung für Schlitztrommeln
- Nagra, große, mit Stöcken geschlagene Kesseltrommel, die bei den Garo im nordostindischen Bundesstaat Meghalaya als heilig gilt
- Negarit, große flache Kesseltrommel, die in Äthiopien früher zeremoniell verwendet wurde
- Rebana, flache Kesseltrommel mit Öffnung im Boden oder Rahmentrommel in Indonesien und Malaysia
- Tamattama, kleines Kesseltrommelpaar aus zwei miteinander verbundenen Holzschalen
- Tabla tarang, im Halbkreis aufgestellte Reihe von kleinen Kesseltrommeln, als Melodieinstrument in Indien gespielt
- Tasa, auch tassa, im alten Persien tās, Kesseltrommeln in Indien, in der Karibik und auf Sumatra
- T'bol, unterschiedlich große Röhren-  und Kesseltrommeln im Maghreb
- Turburi, kleine Tontrommel der Muria (Adivasi) im zentralindischen Distrikt Bastar
- Tyamko, kleine schalenförmige Kesseltrommel, die in Nepal von den Damai gespielt wird